# Johnston-Gletscher
Der Johnston-Gletscher (in Argentinien Glaciar Hernández, in Chile Glaciar Ferrada) ist ein Gletscher an der Lassiter-Küste des Palmerlands auf der Antarktischen Halbinsel. Er fließt in südöstlicher Richtung entlang der Nordflanke des Mount Owen zum Nantucket Inlet.
Teilnehmer der Ronne Antarctic Research Expedition (1947–1948) unter der Leitung des US-amerikanischen Polarforschers Finn Ronne entdeckten ihn. Ronne benannte ihn nach Henry Freeborn Johnston (1888–1975) von der Abteilung für Erdmagnetismus der Carnegie Institution for Science, der an der Ausarbeitung des geophysikalischen Programms und an der Aufbereitung der Ergebnisse der Expedition beteiligt war. Namensgeber der argentinischen Benennung ist der Dichter José Hernández (1834–1886). Chilenische Wissenschaftler benannten den Gletscher dagegen nach Ariel Ferrada Radic, Seismologe der 9. Chilenischen Antarktisexpedition (1954–1955).